# دوران مشقت (فیلم ۱۹۷۵)
دوران مشقت (انگلیسی: Hard Times) که در برخی مناطق با عنوان مبارز خیابانی شناخته می‌شود، فیلمی در ژانر فیلم اکشن، درام و فیلم ورزشی محصول سال ۱۹۷۵ است که نخستین تجربهٔ کارگردانی والتر هیل به‌شمار می‌رود. در این فیلم چارلز برانسون نقش «چِینی»، مردی مرموز و آواره را بازی می‌کند که در دوران رکود بزرگ با پریدن بر واگن‌های باری از ایالتی به ایالت دیگر در لوئیزیانا سفر می‌کند و در مسابقات غیرقانونی مشت‌زنی بدون دستکش شکست‌ناپذیر ظاهر می‌شود. او پس از آشنایی با «اسپید» پرحرف و شارلاتان (با بازی جیمز کابورن)، با او وارد شراکت می‌شود.

## داستان
در سال ۱۹۳۳، مردی مسن به‌نام چینی در حال تماشای یک مبارزه خیابانی بدون دستکش است که در آن شرط‌بندی هم انجام می‌شود. مبارز پشتیبانی‌شده از سوی «اسپید» پرگو و مغرور، به‌شدت شکست می‌خورد. چینی با وجود تردید زیاد اسپید، او را راضی می‌کند که اجازه دهد با برنده مبارزه کند. چینی شش دلارِ باقی‌مانده‌اش را روی خودش شرط می‌بندد و به‌سرعت حریف جوانش را از پا درمی‌آورد. چینی و اسپید که تحت تأثیر قرار گرفته، به نیواورلئان می‌روند تا با شرط‌های بالا، چینی را مقابل مبارزان محلی قرار دهند. آن‌ها همچنین «پو»، معتادی مؤدب را به‌عنوان پانسمان‌زن تیم خود به خدمت می‌گیرند. در این میان، چینی با زنی به‌نام «لوسی سیمپسون» که اوضاع خوبی ندارد، رابطه‌ای موقتی برقرار می‌کند.
چینی به‌راحتی مبارز بعدی‌اش را که یک کِیجِن است شکست می‌دهد. وقتی «پتی‌بون»، حامی مالی حریف شکست‌خورده، از پرداخت مبلغ شرط امتناع می‌کند، چینی به اسپید توصیه می‌کند که چون تعداد حریفان‌شان زیاد است، بهتر است فعلاً عقب‌نشینی کنند، اما پیشنهاد می‌دهد شب بازگردند. آن شب، چینی به پاتوق پتی‌بون یورش می‌برد، با تهدید اسلحه گماشته‌های او را از پا درمی‌آورد، به داخل شلیک می‌کند و پس از کوبیدن قبضهٔ اسلحه‌اش بر سر پتی‌بون، پول شرط‌بندی را می‌گیرد.
برای مبارزهٔ بعدی با «جیم هنری»، قهرمان محلی، «چیک گَندیل» سرمایه‌گذار در صنعت ماهی‌گیری، مبلغ شرط را ناگهان از ۱۰۰۰ دلار به ۳۰۰۰ دلار افزایش می‌دهد. برای تأمین این مبلغ، اسپید از گروهی از خلافکاران محلی به رهبری «دوتی» قرض می‌گیرد. چینی به‌راحتی برندهٔ مبارزه می‌شود، اما اسپید که قمارباز است، همهٔ پول را در بازی تاس از دست می‌دهد و دیگر توان بازپرداخت قرض را ندارد.
پس از آن، اسپید و چینی دربارهٔ واگذاری درصدی از درآمد مبارزات چینی به گندیل اختلاف پیدا می‌کنند. گندیل در عوض، بدهی اسپید را تسویه و او را گروگان می‌گیرد. چینی باید همهٔ پولی را که تا کنون برده، شرط ببندد تا با مبارزی حرفه‌ای از شیکاگو به‌نام «استریت» بجنگد، وگرنه اسپید کشته می‌شود. چینی ابتدا نمی‌خواهد خود را گرفتار حماقت اسپید کند، با وجود آنکه «پو» برای نجات او التماس می‌کند. رابطهٔ او با لوسی نیز پایان می‌یابد، چون لوسی مردی پیدا کرده که شغل واقعی و ثبات بیشتری دارد.
چینی در نهایت برای مبارزه با استریت حاضر می‌شود. مبارز شیکاگویی حریفی قوی از آب درمی‌آید، اما چینی کم‌کم بر او چیره می‌شود. وقتی استریت به زمین می‌افتد و روی دستان و زانوهایش قرار دارد، گندیل دو میلهٔ فلزی را به زمین می‌کوبد تا او آن‌ها را به دست گیرد و تقلب کند، اما استریت بیش از آن مغرور است که چنین کند. چینی هم کار را تمام می‌کند و او را شکست می‌دهد.
در پایان، چینی بخشی سخاوتمندانه از پول را به اسپید و پو می‌دهد و شهر را ترک می‌کند.

## بازیگران
چارلز برانسون در نقش چینی
جیمز کابرن در نقش اسپنسر «اسپید» وید
جیل آیرلند در نقش لوسی سیمپسون
استروتر مارتین در نقش پو
مارگارت بلای در نقش گِیلین اسکونووِر، دوست‌دختر اسپید
مایکل مک‌گوایر در نقش چیک گندیل
فیلیس اورلاندی در نقش لو بو
ادوارد والش در نقش پتی‌بون
بروس گلاور در نقش دوتی
رابرت تسیه در نقش جیم هنری
نیک دیمیتری در نقش استریت
فرانک مک‌ری در نقش همرمن
موریس کووالفسکی در نقش سزاره
نائومی استیونز در نقش مادام
لیلا هی اوون در نقش پیشخدمت
جان کریمر در نقش مدیر آپارتمان
رابرت کسل‌بری در نقش پیشخوان‌دار
بکی آلن در نقش همراه پو
توماس جفرسون (موسیقی‌دان) در یک حضور افتخاری بدون ذکر نام